# H1F0
H1F0‏ (None) هوَ بروتين يُشَفر بواسطة جين H1F0 في الإنسان.